# Simone Mantegazza
Simone Mantegazza (Milano, 21 marzo 2001) è un canottiere italiano, vicecampione continentale nei due senza pesi leggeri agli europei di Varese 2021.
Laureatosi vicecampione mondiale nel 2021 nella specialità del due senza pesi leggeri alle spalle del Chile

## Biografia
Agli europei di Varese 2021, in coppia con Simone Fasoli, ha vinto la medaglia d'argento nel due senza pesi leggeri, terminando alle spalle degli ungheresi Bence Szabó e Kálmán Furkó.

## Palmarès
- Europei

Varese 2021: argento nel due senza pesi leggeri;